# Liste der Naturdenkmäler in Büdingen
Die Liste der Naturdenkmäler in Büdingen nennt die auf dem Gebiet der Stadt Büdingen, im Wetteraukreis (Hessen), gelegenen Naturdenkmäler. Sie sind nach dem Hessischen Gesetz über Naturschutz und Landschaftspflege (Hessisches Naturschutzgesetz – HAGBNatSchG) § 12 geschützt und bei der unteren Naturschutzbehörde des Wetteraukreises eingetragen. Die Liste entspricht dem Stand vom 1. Januar 2014.
| Bild                          | Bezeichnung             | Ortsteil, Lage                                                                                                 | Beschreibung | Art          | Nr.     |
| ----------------------------- | ----------------------- | --- | --- | ------------ | ------- |
| mehr Fotos \| Fotos hochladen | Friedhofskastanie       | Aulendiebach, Flur 45, Flurstück 68/1 (VO), Flur 5, Flurstück 68/2 (tatsächlich) 50° 19′ 1,6″ N, 9° 3′ 53,4″ O | Rosskastanie links (westlich) des Friedhofs. Schutzgrund: Einzelbaum, schöner Wuchs, hohes Alter. | Rosskastanie | 440.002 |
| mehr Fotos \| Fotos hochladen | Wilder Stein, Felskuppe | Büdingen, Flur 6, Flurstück 430 (VO), Flur 6, Flurstück 430/5 (tatsächlich) 50° 17′ 17,1″ N, 9° 7′ 5″ O        | Aus Säulenbasalt bestehendes Geotop. Schutzgrund: Landschaftsprägend. | Geotop       | 440.004 |
| mehr Fotos \| Fotos hochladen | Speierling              | Büdingen, Flur 6, Flurstück 496/6 50° 17′ 9,8″ N, 9° 6′ 59″ O                                                  | Speierling an der Weggabelung Nußgraben. Schutzgrund: Speierlinge als Naturdenkmal. | Speierling   | 440.248 |
| BW                            | Eiche                   | Rinderbügen, Flur 48, Flurstück 5 (VO), Flur 48, Flurstück 5/4 (tatsächlich) 50° 17′ 32,5″ N, 9° 11′ 21,5″ O   | Eiche an der Reffenstraße im Wald (am Kuhhorn), 500 m östlich des Geisweiher. Schutzgrund: landschaftsprägend, schön, alte Hute-Eiche.                                                                 | Eiche        | 440.125 |
| BW                            | Huteeiche               | Büdingen, Flur 40, Flurstück 2 50° 19′ 39,8″ N, 9° 8′ 29,8″ O                                                  | Ehemals zwei, jetzt nur noch eine Eiche im Wald (Am Zeilstein, Forstabteilung 29 B, 30 A). Schutzgrund: mächtige alte Huteeiche. Teillöschung von einer Huteeiche nach natürlichem Abgang durch Sturm. | Eiche        | 440.145 |
| mehr Fotos \| Fotos hochladen | Silberweide am Salzbach | Büdingen, Flur 13, Flurstück 16/4 50° 17′ 8,4″ N, 9° 6′ 21,5″ O                                                | Einzelne Silber-Weide westlich der Salzbach. Schutzgrund: landschaftsprägender Altbaum. | Silber-Weide | 440.221 |
| Fotos hochladen               | Blutbuche               | Büdingen, Flur 1, Flurstück 577/6 50° 17′ 29,9″ N, 9° 6′ 28,6″ O                                               | Blutbuche zwischen Am Junkerngarten und Bahnhofstraße. Schutzgrund: Besonders ortsbildprägender Einzelbaum mit einer herausragenden Größe.                                                             | Blutbuche    | 440.261 |
| mehr Fotos \| Fotos hochladen | 4 Eichen an der B 457   | Büdingen, Flur 10, Flurstück 78/17 (VO), Flur 14, Flurstück 78/17 (tatsächlich) 50° 17′ 24,8″ N, 9° 5′ 12,6″ O | Vier Eichen an einer Kurve der Bundesstraße 457 westlich von Büdingen. Schutzgrund: Ensemble vier großer landschaftsprägender Einzelbäume mit besonderem Kronenbild.                                   | Eiche        | 440.307 |
| Fotos hochladen               | Linde                   | Calbach, Flur 1, Flurstück 190 (VO), Flur 1, Flurstück 338/2 (tatsächlich) 50° 16′ 29,5″ N, 9° 3′ 2,6″ O       | Einzelne Linde am Backhaus im Kreuzungsbereich. Schutzgrund: hohes Alter. | Linde        | 440.005 |
| BW                            | Forstmeister-Krug-Eiche | Düdelsheim, Flur 22, Flurstück 50 50° 17′ 8,7″ N, 9° 2′ 29,3″ O                                                | Eiche im Wald südöstlich von Oberndorf. Schutzgrund: hohes Alter. | Eiche        | 440.006 |
| BW                            | Feldahorn am Glauberg   | Düdelsheim, Flur 18, Flurstück 1 50° 18′ 31,8″ N, 9° 1′ 0,6″ O                                                 | Feldahorn im Wald. Schutzgrund: Waldbildprägender Einzelbaum mit einer besonders gewachsenen Krone und einer besonderen Größe.                                                                         | Feldahorn    | 440.263 |
| BW                            | Elsbeere am Glauberg    | Düdelsheim, Flur 18, Flurstück 1 50° 18′ 36,3″ N, 9° 1′ 2,9″ O                                                 | Etwa 200 Jahre alte Elsbeere im Wald. 20 Meter hoch, 64 Zentimeter im Durchmesser (2011). Schutzgrund: Waldbildprägender Einzelbaum mit einer besonderen Größe.                                        | Elsbeere     | 440.264 |
| Fotos hochladen               | Eiche an der Kirche     | Eckartshausen, Flur 1, Flurstück 131 50° 15′ 14,8″ N, 9° 1′ 26,1″ O                                            | Eiche nördlich der Kirche. Schutzgrund: Großer, stark ortsbildprägender Einzelbaum mit besonders großer Krone.                                                                                         | Eiche        | 440.262 |
| Fotos hochladen               | Speierling              | Wolf, Flur 6, Flurstück 92 50° 18′ 40,3″ N, 9° 5′ 38,4″ O                                                      | Speierling auf einer Obstwiese. Schutzgrund: Speierlinge als Naturdenkmal. | Speierling   | 440.189 |

Die „Linde am Friedhof“ in Wolf (Nr. 440.009) wurde durch einen Sturm zerstört. Der „Speierling“ in Büdingen (Nr. 440.249) ist abgestorben. Beide Naturdenkmäler wurden aus der Liste gelöscht.
| Bild            | Bezeichnung       | Ortsteil, Lage                      | Beschreibung                                                      | Art   | Nr.     |
| --------------- | ----------------- | ----------------------------------- | ----------------------------------------------------------------- | ----- | ------- |
| Fotos hochladen | Linde am Friedhof | Wolf 50° 18′ 37,2″ N, 9° 5′ 19,3″ O | Die „Linde am Friedhof“ in Wolf wurde durch einen Sturm zerstört. | Linde | 440.009 |